# 代理戦争
代理戦争（だいりせんそう、英語: proxy war）とは、主体が直接的に戦争に関与することなく、その他の主体を当事者として戦わせる戦争を言う。

## 概要
代理戦争は核兵器の出現によって、アメリカ合衆国とソビエト連邦による、直接戦争が回避されるようになった冷戦時代に用いられるようになった概念である。具体的には朝鮮戦争やベトナム戦争などを取り巻く情勢を表すために使用された。
その具体的な方法としては、代理戦争を戦う国家や勢力に対して軍事作戦の遂行に必要な人員や物資を提供する軍事援助(military assistance)の方法がある。援助を行うことによって軍事力の物的要素を補強するだけでなく、特殊部隊隊員が軍事顧問となって助言を行うことで運用効率の向上を期待することもできる。
代理戦争は敗北による自国の軍事的損害を最小限に食い止めることが可能となるだけでなく、逐次状況に応じて軍事介入を行うことも可能であるために危機管理においても柔軟な反応が可能である。
朝鮮戦争は超大国が自分が前線に出るのを恐れ、幾つかの衛星国を前線で戦わせる例であり、ソ連はアメリカとの直接戦争を防ぐ為に、北朝鮮の参戦要請を拒否して代わりに当時同盟国だった中華人民共和国を参戦させ、第一次インドシナ戦争でも中国にベトナム民主共和国への支援を肩代わりさせていた。
このほか、代理戦争というものは存在せず、小国同士が戦争を開始するに当たって、自国が有利になるよう大国を誘引する逆代理が行われたと考える見方もある。本来の冷戦はイデオロギー対立であったが、ソ連と中国という同じ社会主義国家同士が代理戦争を行った実例もあり、代理戦争の中にはむしろ経済的な権益が動機となった物も多い。
イラン・イラク戦争の場合は各国の複雑な利害関係が露呈した。結果として軍需産業が盛んな五大国の米ソ中英仏などが開発した兵器などのデモンストレーションや実験テストの場として利用されたものもある。

## 代理戦争とされる戦争
1. 米中双方が直接介入し、ソ連が現地勢力を支援
  - 朝鮮戦争
2. アメリカが直接介入し、中ソが現地勢力を支援
  - ベトナム戦争、ラオス内戦
3. 中国が直接介入し、ソ連が現地勢力を支援
  - 中越戦争、中越国境紛争
4. ソ連が直接介入し、米中が現地勢力を支援
  - アフガニスタン侵攻
5. 米ソ中双方が現地勢力を支援
  - コンゴ動乱、アンゴラ内戦、カンボジア内戦
6. 一方が現地勢力を支援
  - グレナダ侵攻、ニカラグア内戦、グアテマラ内戦
7. 国家間紛争でそれぞれの国家に支援
  - キプロス紛争、中東戦争、ビアフラ戦争、エチオピア・エリトリア国境紛争、ウクライナ・ロシア戦争

- その他
  - イエメン内戦 (2015年-): 反政府勢力であるフーシ派をイランなどが、ハーディー政権をサウジアラビアやアラブ首長国連邦などが支援している。

アメリカとソ連が直接戦争の危機に陥った事件がキューバ危機である。

## 社会主義国同士の代理戦争
社会主義国同士の代理戦争の背景には、ソビエト連邦と中華人民共和国の対立（中ソ対立）が、背景の一つとして挙げられる。また、米ソと異なり、中ソは中ソ国境紛争で事実上直接戦争したこともある。
- 印パ戦争は、パキスタンをアメリカ・中国が支援、インドをソ連が支援
- カンボジア・ベトナム戦争は、民主カンプチアを中国・アメリカが支援、カンプチア人民共和国をベトナム（直接介入）・ソ連が支援
- オガデン戦争では、ソマリアをアメリカ・中国・ルーマニアが支援、エチオピアをソ連・キューバが支援
- アンゴラ内戦では、アンゴラ民族解放戦線 (FNLA)とアンゴラ全面独立民族同盟 (UNITA)をアメリカ・中国・ザイール・南アフリカが支援、 アンゴラ解放人民運動 (MPLA)をソ連・キューバが支援
- イラン・イラク戦争では、イランを北朝鮮が支援、イラクをアメリカ・ソ連が支援
- 第一次シャバ紛争（英語版）では、ザイールをアメリカ・フランス・中国が支援、コンゴ解放民族戦線（FNLC）をソ連・キューバが支援

## 新冷戦における代理戦争
2000年代後半に入り、アメリカが推進する東欧MD問題や、旧ソビエト諸国の覇権をめぐってアメリカとロシアは鋭く対立するようになり、米ロ関係をメディアは「新冷戦」と表現するようになった。
1. アメリカが直接介入
  - アフガニスタン紛争 (2001年-2021年) - アメリカが北部同盟を支持。末期に中国がターリバーンを支持。
2. ロシアが直接介入
  - 南オセチア紛争 (2008年)
  - ウクライナ紛争 (2014年-)
  - 2022年ロシアのウクライナ侵攻 - ロシアが全面侵攻、アメリカと西側諸国がウクライナを軍事支援。北朝鮮がロシアを軍事支援。中国とインドがロシア寄りの中立。
3. 双方が現地勢力を支援
  - ドンバス戦争 - アメリカと欧州がウクライナ政府を、ロシアは親ロシア派を支持。
  - 2023年パレスチナ・イスラエル戦争 - アメリカと欧州がイスラエル政府を、ロシアと中国がイスラエルの自衛権を反対しハマスを事実上支持[2]。イランがハマスを支持。
4. 双方が直接介入
  - シリア内戦 - アメリカと欧州が反体制派を、ロシアと中国がアサド政権を支持していたが、第三勢力のISILが一時台頭。2014年にアメリカを中心とする有志連合がISILへの空爆を開始。2015年にはロシアもアサド政権を支援する形で反体制派への空爆を開始。

## 国家間以外での用法

### 政治での用法
日本において派閥領袖や党首などの大物政治家たちの支援を受けている候補者の票争いが、あたかも大物政治家同士の争いとして捉えられることを代理戦争と形容されることがある。
- 徳島県政（阿波戦争）
- 群馬県政（上州戦争）
- 石川県政（森奥戦争）
- 八戸市政（八戸戦争）

### 団体での用法
ノンフィクション『仁義なき戦い 決戦篇』では、神戸市に拠点を置く山口組と本多会の対立が、異なる地域で抗争した（広島抗争）ことを、同書で「代理戦争」と記している。同書を原作に映画化もされている。

### 芸能界での用法
演芸番組『笑点』の「大喜利」では、三遊亭小遊三（山梨県大月市出身）と林家たい平（埼玉県秩父市出身）による、お互いの出身地を用いた罵倒合戦を、双方の出身地名を取って「大月秩父代理戦争」（小遊三曰く第三次世界大戦）と称している。
これがきっかけで、大月市議会・秩父市議会および両市内の民間団体などで両市の交流などの話が取り上げられるようになったが、久喜邦康秩父市長は「大月とは縁もゆかりもない」、「（大月市訪問を）敵地視察」などと、これを踏まえた際どい冗句を飛ばしたこともある。
また2010年6月には大月市で、10月には秩父市で行われた小遊三とたい平の二人による落語会の席で、久喜邦康・石井由己雄両市長によるご当地自慢のトークバトルもそれぞれ行われた。

### スポーツ界での用法
特に格闘技ではライバル同士だった選手の直弟子同士の対戦や、ライバル同士の団体を退団した選手同士が第三者のリングで対戦することをマスコミが代理戦争と称するケースがある。
その他にも古くから因縁のある地域のチーム同士の試合や国際試合などにおける政治的問題を抱える国同士の試合などはしばしば代理戦争と形容されることがある。
特にアメリカとソ連はオリンピックの開催地やチェスの世界王者決定戦などで政治的な介入を行っている。